# Gil Evans
(Gil Evans)
Gil Evans, pseudonimo di Ian Ernest Gilmore Green (Toronto, 13 maggio 1912 – Cuernavaca, 20 marzo 1988), è stato un pianista, arrangiatore, compositore e bandleader canadese.
È ricordato come importante innovatore negli ambiti del cool jazz, jazz modale, fusion e free jazz.

## Biografia
Gil Evans nacque a Toronto, in Canada, il 13 maggio 1912 da Margaret Julia McConnachy. Poco si sa del padre biologico di Evans, anche se un amico di famiglia affermò fosse un medico morto prima della nascita di Evans. Originariamente chiamato Gilmore Ian Ernest Green, Evans prese il cognome del suo patrigno, John Evans, un minatore. La famiglia si trasferì frequentemente, vivendo nel Saskatchewan, nella Columbia Britannica, a Washington, nell'Idaho, nel Montana e nell'Oregon, migrando ovunque il padre di Evans potesse trovare lavoro. Alla fine, la famiglia finì in California, prima a Berkeley, dove Evans frequentò la nona e la decima classe, poi a Stockton, dove frequentò la Stockton High School, diplomandosi nel 1930. Durante questo periodo, il padre di Evans prese un lavoro con la Western Pacific Railroad ed Evans iniziò a vivere con gli amici, in seguito affittando una stanza in una pensione. Dopo la laurea, Evans frequentò il College of the Pacific a Stockton ma poi si trasferì al Modesto Junior College. Dopo un anno a Modesto, Evans se ne andò e tornò a Stockton.
Evans si interessò alla musica in tenera età, ascoltando Duke Ellington, Louis Armstrong e Fletcher Henderson alla radio e sui dischi. Studiò pianoforte e iniziò ad arrangiare musica per trovare, poi, lavoro con musicisti locali. Mentre era al college, fondò la sua prima band, che eseguì i suoi arrangiamenti, e che divenne la house band al Rendezvous Ballroom di Balboa Beach, in California nel 1935. La band fece un tour nel Pacifico nord-occidentale nel 1937 e alla fine si stabilì a Hollywood, dove si esibiva regolarmente nel programma radiofonico di Bob Hope. Gli arrangiamenti di Evans di quel periodo mostravano l'influenza della musica classica e includevano strumenti come corni francesi, flauti e tube. Nel 1939, Claude Thornhill fu assunto per lo spettacolo di Hope, e divenne una grande influenza su Evans.[3]
Evans rimase cittadino canadese fino al suo ingresso nell'esercito degli Stati Uniti durante la seconda guerra mondiale. Dopo il 1946, visse e lavorò principalmente a New York City, vivendo per molti anni presso la Westbeth Artists Community.
Si mette in luce come arrangiatore per l'orchestra di Claude Thornhill, nella quale la strumentazione (con corni francesi e tuba) e il sound sono quanto di più originale in quegli anni; in questa orchestra "di formazione" Gil trova poi alcuni dei musicisti coi quali resterà legato a vita: Lee Konitz, Ernie Royal, Barry Gailbraith, Danny Polo, Louis Mucci, Johnny Carisi, Bill Barber.
Attorno al 1947 il suo appartamento sulla 52ª strada diventa un vero laboratorio musicale per il continuo andirivieni di giovani e meno giovani musicisti, che si fermano a dormire e discutere di musica e vita; tra loro Charlie Parker, George Russell, Gerry Mulligan, John Lewis, Miles Davis; da questi incontri nascerà di li a poco il nonetto noto con il nome di Tuba Band, le cui sedute di incisione confluiranno nel Birth of the Cool: ad esso partecipano, tra gli altri, John Lewis, Gunther Schuller, Gerry Mulligan, Max Roach, J. J. Johnson e Lee Konitz.
Nel 1956 Evans incide, per la Prestige, il primo disco a proprio nome (Gil Evans and Ten, con il pianoforte in bella evidenza e assoli di Steve Lacy, Paul Chambers e Jimmy Cleveland); l'anno seguente Miles Davis lo vuole al suo fianco, inizia così una fruttuosa collaborazione per la Columbia Records, che produrrà tre album: Miles Ahead, Porgy and Bess, Sketches of Spain, a cui farà seguito l'indimenticabile Quiet Nights. Gil Evans incide nel frattempo anche a proprio nome due album capitali per la Pacific Jazz: New Bottle, Old Wine (con Julian Cannonball Adderley in meravigliosa forma quale solista) e Great Jazz Standards, seguirà quello che viene considerato uno dei vertici della discografia evansiana Out of the Cool (con i quindici minuti di La Nevada, e Johnny Coles, Jimmy Knepper, Elvin Jones, Ron Carter, Budd Johnson). Segue nel 1963-64 il travagliato ma splendido The Individualism of Gil Evans (con Kenny Burrell, Wayne Shorter, Thad e Elvin Jones).
Seguono anni di crisi personale e di oscurità, poi, nel 1969, l'uscita di una nuova incisione con una formazione totalmente nuova e caratterizzata dalla presenza di strumenti elettrici; da qui alla morte, la vita di Evans è una continua tournée con esiti discontinui, ma spesso molto buoni, come The Gil Evans Orchestra Plays the Music of Jimi Hendrix, assieme ai fedelissimi Lew Soloff, Hannibal Marvin Peterson, Bruce Ditmas, Warren Smith, David Sanborn, Dave Bargeron, Dave Taylor, John Clark, Bob Stewart, Howard Johnson, Billy Harper, George Adams.

## Discografia
- The Complete Instrumental Charts for Claude Thornhill (C.Thornhill Orch. 1942-47; Masters of Jazz MJCD 154)
- The Complete Birth of the Cool (M. Davis, 1948-50; 2 CD Capitol Jazz CDP 7243 4 94550 2 3)
- Dream of You (H.Merrill, G.E. arr/cond 1956, CD EmArcy 514074-2)
- Gil Evans & Ten (1957, Prestige OJCCD-346-2)
- Miles Ahead (& M.Davis 1957; Columbia)
- New Bottle Old Wine (1958; CD Pacific Jazz CDP746855-2)
- Porgy and Bess (& M.Davis 1958; Columbia)
- Great Jazz Standards (1959; CD Pacific Jazz CDP746856-2)
- Sketches of Spain (& M.Davis 1960; Columbia)
- Out of the Cool (1961; Impulse 254615-2)
- Quiet Nights (& M.Davis 1963; Columbia)
- The Individualism of Gil Evans (1964; Verve)
- Guitar Forms (K.Burrell, G.E. arr/cond 1965, Verve)
- Look to the Rainbow (A.Gilberto, G.E. arr/cond 1966; Verve)
- Blues in Orbit (1969; Enja R279611)
- Where Flamingos Fly (1971; A&M 390831-2)
- Svengali (1973; Atlantic)
- The Gil Evans Orchestra Plays the Music of Jimi Hendrix (1974; RCA)
- There Comes a Time (1975; RCA)
- Priestess (1977; LP Antilles AN1010)
- Little Wing (1978)
- Live at the Royal Festival Hall London 1978 (1978; RCA)
- The Rest of Gil Evans Live at the Royal Festival Hall London 1978 (1978; Mole Jazz)
- European Tour 1978 (bootleg)
- Parabola (1978; 2LP Horo Records HDP31-2)
- Heroes & Anti-Heroes (Duo con L. Konitz, NYC 1980)
- Live at the Public Theater vol. 1 & 2 (1980)
- Live at Sweet Basil (1984-86) vol. 1 - 4
- Farewell (1986)
- Bud and Bird (1986)
- Live at Umbria Jazz vol. 1 & 2 (1987)
- 75th Birthday Concert (1987)
- Last Session (con Sting, luglio '87 Perugia live)
- Collaboration (con H. Merrill (remake), agosto '87 NYC studio)
- Rhythm-A-Ning (con L. Cugny & Big Band Lumière, 1987 Paris studio)
- Golden Hair (con L. Cugny & Big Band Lumière, 1987 Paris studio)
- Paris Blues (Duo con S. Lacy, Dec'87 Paris studio)
- A Tribute to Gil (1988)

con Airto
- Misa Espiritual